# Ulrik Federspiel
Ulrik A. Federspiel (født 22. april 1943) en en dansk erhvervsleder, tidligere ambassadør, departementschef i Statsministeriet og direktør for Udenrigsministeriet.
Federspiel blev i 1962 student fra Rungsted Statsskole, cand.scient.pol. i 1970 fra Aarhus Universitet og MA fra University of Pennsylvania i 1971.
I 1971 blev han ansat som fuldmægtig i Udenrigsministeriet og fungerede i perioden 1991-1993 som direktør for Udenrigsministeriet. Herefter var han i tre år departementschef i Statsministeriet. Han blev udnævnt til ambassadør i 1997 og var i tre år Danmarks ambassadør i Irland hvorefter der fulgte fem år som ambassadør i USA. Federspiel blev i 2005 afløst på posten som ambassadør af Friis Arne Petersen, for at vende hjem til Asiatisk Plads, hvor han igen blev direktør for Udenrigsministeriet, hvor netop Friis Arne Petersen havde haft den stilling siden 1997. Federspiel var direktør i fire år efter hjemkomsten til Danmark.
Efter 37 år i offentlig tjeneste fik han ansættelse i det private erhvervsliv og tiltrådte den 1. april 2009 som Vice President for Global Affairs hos Haldor Topsøe.. Nuværende titel hos Haldor Topsøe er Executive Vice President.
Den 25. marts 2009 blev Federspiel tildelt Dannebrogordenens storkors.
Federspiel har deltaget i adskillige møder i Bilderberggruppen, er medlem af VL-gruppe nr. 1 og har desuden været ekstern lektor og censor ved Københavns Universitet. Fra 1993 til 1997 var han medlem af Konsistorium for Københavns Universitet. Han har været og er fortsat medlem af forskellige bestyrelser, blandt andet bestyrelsen for Det Udenrigspolitiske Selskab, som han har været formand for siden november 2019. Endvidere har han skrevet en af de første danske bøger om EF og har skrevet adskillige artikler om europapolitiske og energipolitiske emner.
I 2020 udkom erindringsbogen "Et diplomatisk liv" på Gyldendals forlag.  

## Familie
Ulrik Federspiel er søn af modstandsmanden, fhv. minister, landsretssagfører Per Federspiel og Elin.
Han er i dag gift med overlæge Birgitte Hartnack Federspiel, som er datter af professor, dr. phil. Justus Hartnack.